# Niesehorn
Niesehorn är en bergstopp i Schweiz.   Den ligger i distriktet Obersimmental-Saanen och kantonen Bern, i den sydvästra delen av landet, 60 km söder om huvudstaden Bern. Toppen på Niesehorn är 2 776 meter över havet, eller 269 meter över den omgivande terrängen. Bredden vid basen är 1,9 km.
Terrängen runt Niesehorn är bergig åt sydost, men åt nordväst är den kuperad. Närmaste större samhälle är Sion, 17,0 km söder om Niesehorn. 
Trakten runt Niesehorn består i huvudsak av gräsmarker. Runt Niesehorn är det ganska glesbefolkat, med 36 invånare per kvadratkilometer.